# Гайе, Грегори
Грегори Гайе (англ. Gregory Gaye (Gregory De Gay); 1900—1993) — русский и американский актёр, снялся в более чем ста фильмах.

## Биография
Родился 10 октября 1900 года в Санкт-Петербурге в семье актёра Императорского Александрийского театра Григория Григорьевича Ге (1867—1942), имя при рождении было как у отца — Григорий Григорьевич Ге.
Был курсантом Военно-морского флота Российской империи, но занялся сценической деятельностью. После Октябрьской революции эмигрировал в США.
Его первой ролью была эпизодическая роль в немом фильме Джон Берримора Tempest (1928). Первой официальной ролью Грегори Гайе считается роль принца Ордынского в комедии Уилла Роджерса «Они должны были увидеть Париж» в 1929 году. В 1932 году Гайе играл роль Рудольфа Каммерлинга в комедии Once in a Lifetime в Голливуде во время перехода от немых фильмов к звуковым.
Далее последовала череда многих ролей в фильмах, в которых Грегори Гайе снимался вплоть до 1979 года. Он был также участником телевизионных фильмов и шоу.
Умер 23 августа 1993 года в Студио Сити, США. Был кремирован, и его прах остался в частных руках родственников или друзей. Племянник Грегори Гайе — актёр Джордж Гейнс.

## Избранная фильмография
| Год       |   | Русское название                       | Оригинальное название           | Роль                      |
| --------- | - | -------------------------------------- | ------------------------------- | ------------------------- |
| 1929      | ф | Они должны были увидеть Париж          | They Had to See Paris           | принц Ордынский           |
| 1934      | ф | Британский агент                       | British Agent                   | Колинов                   |
| 1936      | ф | Чарли Чан в опере                      | Charlie Chan at the Opera       | Энрико Барелли            |
| 1937      | ф | Товарищ                                | Tovarich                        | Фредерик Брекенски        |
| 1939      | ф | Три мушкетёра                          | The Three Musketeers            | Витрей                    |
| 1939      | ф | Ниночка                                | Ninotchka                       | Алексис Раконин           |
| 1940      | ф | Человек из Дакоты                      | The Man from Dakota             | полковник Бородин         |
| 1944      | ф | Песнь о России                         | Song of Russia                  | русский радиодиктор       |
| 1946      | ф | Ночь так темна                         | So Dark the Night               | комиссар Гранд            |
| 1949      | ф | Чёрная магия                           | Black Magic                     | Шамбор / монах            |
| 1950      | ф | Человек с марсианского летающего диска | Flying Disc Man from Mars       | Мота, пришелец            |
| 1952      | ф | Весь мир в его объятиях                | The World in His Arms           | Павел Шушалдин, полковник |
| 1955      | с | Лесси                                  | Lassie                          | Филлип Дютан              |
| 1957      | ф | Шёлковые чулки                         | Silk Stockings                  | советский гражданин       |
| 1960      | ф | Одиннадцать друзей Оушена              | Ocean’s Eleven                  | Фримен                    |
| 1961      | ф | Голубые Гавайи                         | Blue Hawaii                     | Поль Дюваль               |
| 1962      | ф | Четыре всадника Апокалипсиса           | Four Horsemen Of The Apocalypse | продавец                  |
| 1962      | ф | Гитлер                                 | Hitler                          | маршал Эрвин Роммель      |
| 1963      | ф | Нобелевская премия                     | The Prize                       | русский репортёр          |
| 1966      | ф | Бэтмен                                 | Batman                          | советский представитель   |
| 1966—1970 | с | ФБР                                    | The F.B.I.                      | разные персонажи          |
| 1968      | с | Миссия невыполнима                     | Mission: Impossible             | министр                   |
| 1969      | ф | Топаз                                  | Topaz                           | организатор встречи       |
| 1979      | ф | Метеор                                 | Meteor                          | премьер-министр СССР      |